# Bucculatrix niveella
Bucculatrix niveella är en fjärilsart som beskrevs av Victor Toucey Chambers 1875. Bucculatrix niveella ingår i släktet Bucculatrix och familjen kronmalar. Inga underarter finns listade i Catalogue of Life.